# عادل سمنان
عادل سمنان ممثل يمني.. ممثل كوميدي من الطراز الأول .عرفه الجمهور في مسلسل الكنز.. ثم انطلق إلى النجومية من خلال المسلسل الكوميدي الاجتماعي كيني ميني بأجزائه الثلاثة التي أنتجت للفضائية اليمنية ..و كيني ميني في تلك الأجزاء من تأليف الكاتب محمد صالح الحبيشي وعبد الكريم الأشموري وإخراج المخرج فضل العلفي، ثم استمر بالعمل في جزئية الرابع والخامس مع قناة السعيدة و واصل بعدها مع مسلسلات أخرى.

## أهم الأعمال
- أشواق وأشواك - عرض في رمضان 2009
- كيني ميني 5 - عرض في رمضان 2009
- الرهان الخاسر - فيلم 2008 2 - عرض في رمضان 2006
- كيني ميني 1 - عرض في رمضان 2005
- مسلسل الكنز
- الوصية
- حسن وضعك
- البرنامج الكوميدي الساخر ( البساط احمديعرض في قناة السعيدة عامين متتالين من إخراج محمد علي سلامة وشارك في البطولة الفنان نصر السماوي
- العاقبة (مسلسل)
- أواب (مسلسل)